# Richard Sandford
Richard Douglas Sandford (ur. 11 maja 1891 w Exmouth, zm. 23 listopada 1918 w Eston) – brytyjski wojskowy, oficer Royal Navy z okresu I wojny światowej, odznaczony Krzyżem Wiktorii za udział w rajdzie na Zeebrugge w 1918 roku.

## Życiorys
Był siódmym synem archidiakona anglikańskiej diecezji Exeter, Ernesta Greya Sandforda, wnukiem biskupa Edynburga Daniela Sandforda. Do Royal Navy wstąpił jako kadet w 1904 roku. Podczas I wojny światowej służył w randze kapitana (Lieutenant) na okrętach podwodnych: był dowódcą przybrzeżnego C34 w składzie 5. Flotylli w Dover, a następnie oficerem wachtowym oceanicznego K6. 31 stycznia 1918 roku pełnił służbę na mostku okrętu, który w trakcie serii tragicznych błędów, znanych jako bitwa koło wyspy May, staranował i zatopił wraz z całą załogą bliźniaczy K4. Sandfordowi nie przedstawiono żadnych zarzutów, ale sam czuł się osobiście odpowiedzialny za śmierć kolegów.
Jego starszy brat, Francis, który służył wówczas w sztabie kontradmirała Rogera Keyesa, zaproponował mu udział w planowanym rajdzie przeciwko zajętemu przez Niemców belgijskiemu portowi Zeebrugge. Richard Sandford miał objąć dowodzenie okrętem podwodnym C3, który załadowany pięcioma tonami materiału wybuchowego przeznaczony był do zniszczenia wiaduktu łączącego molo portowe ze stałym lądem. Zadanie uważane było za niezwykle trudne, wręcz samobójcze i admirał Keyes poszukiwał do niego ochotników. Dotychczasowy dowódca C3 był żonaty i jego kandydatura została w związku z tym odrzucona. Na jego miejsce zaakceptowano Richarda Sandforda, który dobrał sobie pięciu członków załogi.
Podczas rajdu, w nocy z 22 na 23 kwietnia 1918 roku, C3 dotarł do celu ostrzeliwany przez niemieckich obrońców i wbił się dziobem pod wiadukt. Po uruchomieniu zapalnika, załoga przeszła do łodzi ratunkowej i ruszyła w kierunku otwartego morza. Zostali ostrzelani, czego efektem były poważne rany u większości, w tym Sandforda, który stracił przytomność w wyniku upływu krwi. Szczęśliwie wkrótce po eksplozji, niszczącej wiadukt, odszukał ich wysłany w tym celu kuter, z Francisem Sandfordem na pokładzie. Dzięki szybkiej interwencji lekarskiej nikt z załogi C3 nie stracił życia. Po akcji wszyscy zostali wyróżnieni odznaczeniami, w tym Richard Sandford Krzyżem Wiktorii. Został również dowódcą okrętu podwodnego G11. Wkrótce potem zmarł na tyfus w Eston Hospital.